# 大阪市立博物館
大阪市立博物館（おおさかしりつはくぶつかん）は、大阪府大阪市の大阪城公園内にあった博物館。旧陸軍第四師団司令部庁舎を利用して1960年に開館し、2001年に閉館した。
2017年10月19日、複合施設「MIRAIZA OSAKA-JO（ミライザ大阪城）」として営業を開始。
本項では旧陸軍第四師団司令部庁舎の歴史についても解説する。

## 概要・歴史
1929年2月に昭和天皇即位の記念事業（昭和御大典記念事業）として、大阪城公園の整備および大阪城天守閣の復興とともに、城内の各所に分散していた陸軍第四師団の司令部機能を集約するために、大阪市が事業主体となって司令部庁舎を新築することとなった。設計は第4師団経理部、施工は清水組があたり、1929年4月に着工・1931年3月に竣工し、国へ寄贈された。
この記念事業の財源は大阪市民からの寄付150万円によって賄われたが、そのうち第4師団司令部庁舎建設費用は80万円だった。外観は左右対称のロマネスク様式で、正面両側のタレット（隅小塔）や壁上端のギザイギザなどノルマン地方の古城の意匠をもとに褐色色斑スクラッチタイルで仕上られた。
1940年に中部軍司令部が本庁舎に入り、第4師団司令部は大坂城二の丸に移転した。1945年2月になると中部軍は第15方面軍の編成により廃止され、改めて第15方面軍司令部と中部軍管区司令部が本庁舎に入った。
太平洋戦争末期の大阪大空襲による被害を免れ、戦後はGHQにより接収され、1948年に接収解除された。
接収解除後は、大阪市警視庁本部、大阪府警察本部の庁舎として利用される。大阪府警が現在地の大手前に移転した1958年に大阪市の管理下に置かれた。 

### 大阪市立博物館
大阪府警撤退後の利用方法として大阪市は郷土博物館・歴史博物館とすることに決め、1960年5月1日に教育委員会に博物館創設事務室を設置した。この時、開館日を12月1日と決定し、博物館への転用のための改装工事が行われたが、軍事施設として頑丈に作られていたため、改装に時間がかかることから、1階と地階部分を第1期改修とし、2階から3階部分を未改修のまま、1階部分のみを開館することとなった。また、もともと所蔵品が無く、資料の蒐集と調査の準備期間が短かったため、当初は他館やコレクターの所蔵品による企画展示に頼っていた。
1962年に一旦休館した上で、2階から3階の改修工事を行い、11月1日に全面開館。大阪の歴史に関する史料・資料を最終的には7万点も揃えるようになり、1963年に人文系博物館資料の分類表をはじめて発表するなど、研究活動も盛んになり、地域の歴史を扱う博物館の先駆的存在だった。
1982年に「大阪市立博物館パルの会」という友の会が発足したが、他の博物館友の会とは違って運営は会員が自主的に行い、歴史見学会などを開催していた。
2001年3月31日、大阪歴史博物館が開館することにともない閉館した。以後未使用の状態となっており、今後の利用は未定となっていた。
2015年4月1日より大阪城公園は「大阪城パークマネジメント株式会社」が管理することになった。

### ミライザ大阪城

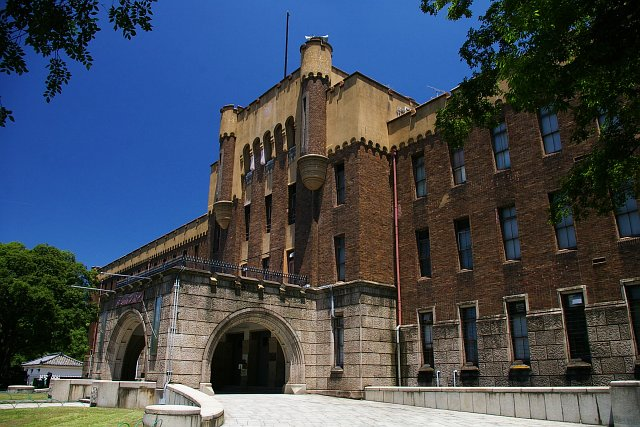
ミライザ大阪城

2017年10月19日、複合施設「MIRAIZA OSAKA-JO（ミライザ大阪城）」として営業を開始。ネーミングには「大阪の文化や娯楽が集まり、大阪の未来を担っていく場所になって欲しい」という思いが込められた。大阪城公園の魅力創出、新たな賑わいづくりを目指し、大阪城天守閣を訪れる市民や多くの観光客を対象にした飲食、物販施設などが開業した。

## 交通アクセス
- 大阪環状線大阪城公園駅より、西に徒歩18分。